# 崔淳周

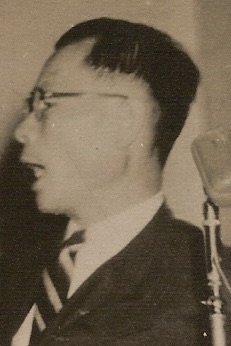
1954年

崔 淳周（チェ・スンジュ、朝鮮語: 최순주、1902年10月17日または1904年（高宗41年） - 1956年6月11日）は、大韓民国の政治家。第2代財務部長官、第3代国会議員、第3代国会副議長。本貫は全州崔氏。

## 経歴
忠清北道永同郡出身。中東学校、延禧専門学校商科、ニューヨーク大学商学部卒。延禧専門学校で教授を務め、朝鮮銀行総裁などを歴任した。1950年4月25日から1951年3月5日まで第2代財務部長官を務めた。その後は自由党忠清北道党委員長、中央党産業部長を務めた。韓国貿易協会長を務めたほか、1954年の第3代総選挙で当選した後、第3代国会においては国会副議長、国連総会韓国代表を務めた。1956年に議員在任中に腎病の治療のためサンフランシスコを訪れたが、現地に滞在中に55歳で死去した。

## エピソード
1954年11月29日、いわゆる四捨五入改憲において、国会副議長として改憲案の可決を宣言した。この際、当時国会議員であった李哲承から抗議を受けた。